# Tverrveggen
Tverrveggen är en bergstopp i Antarktis. Den ligger i Östantarktis. Norge gör anspråk på området. Toppen på Tverrveggen är 2 209 meter över havet, eller 224 meter över den omgivande terrängen. Bredden vid basen är 3,8 km.
Terrängen runt Tverrveggen är kuperad österut, men västerut är den platt. Trakten är obefolkad. Det finns inga samhällen i närheten. 